# Die zehn Gebote (1956)
Die zehn Gebote (Originaltitel The Ten Commandments) von Cecil B. DeMille gilt als einer der größten Monumentalfilme aller Zeiten, der das Leben von Moses und insbesondere seine Zeit als ägyptischer Prinz erzählt. Mit Produktionskosten von knapp 13 Millionen US-Dollar war er lange Zeit einer der teuersten Spielfilme von Paramount.
In dem an Originalschauplätzen, Ägypten und Naher Osten, und in den Paramount-Studios in Hollywood gedrehten Film wirkten rund 14.000 Statisten und 15.000 Tiere mit. Gedreht wurde in dem von Paramount seinerzeit bevorzugten Breitwandverfahren VistaVision. Die Produktionszeit betrug einige Jahre.

## Handlung
Das Volk der Hebräer ist seit 400 Jahren in Ägypten versklavt. Als dem ägyptischen Pharao Ramses I. von seinen Astrologen zugetragen wird, dass den Sklaven ein Erlöser geboren werden soll, befiehlt der Herrscher die Tötung aller hebräischen männlichen Neugeborenen.
Die Hebräerin Jochebet (Yochabel) erspart ihrem Neugeborenen dieses Schicksal und setzt ihn in einem Bastkörbchen am Nil aus. Dort wird er kurz darauf von der kürzlich verwitweten und kinderlosen Tochter des Pharaos, Baket (Bithiah in der Originalfassung), gefunden. Sie nimmt es als eigenes Kind an und gibt ihm, da sie es aus dem Wasser gezogen hat, den Namen „Moses“. Seine Schwester Mirjam beobachtet den Vorgang.
Moses ist als ägyptischer Prinz herangewachsen. Dass er siegreich vom Äthiopien-Feldzug heimkehrt und den König des Landes südlich von Ägypten und dessen Schwester Tharbis als Alliierte gewonnen hat, wird vom Pharao Sethos I. (Sethi in der englischen Originalfassung), dem Nachfolger von Ramses I. und Bruder von Baket, sehr geschätzt. Ebenfalls bewundert wird Moses von der schönen Kronprinzessin Nefretiri (Nefertari), die den zukünftigen Pharao heiraten soll. Auf Anraten des missgünstigen Prinzen Ramses, Sethos’ leiblichem Sohn, der Moses von seinem Vater fernhalten will, wird Moses mit dem Bau einer Stadt (treasure city in der englischen Originalfassung) in Goschen beauftragt. Ramses wird ebenfalls nach Goschen geschickt. Er soll das Gerücht von einem den Hebräern verheißenen Erlöser überprüfen und diesen unter den dort arbeitenden hebräischen Sklaven ausfindig machen.

Auf der Baustelle rettet Moses einer alten Frau, Jochebet, das Leben, ohne zu wissen, dass es sich um seine Mutter handelt. Als Moses den hungrigen Sklaven das Korn der Tempelspeicher zur Verfügung stellt, hetzen Jannes, der Hohepriester, und Ramses den Pharao gegen ihn auf – Sethos hat bisher offen gelassen, ob er Ramses oder Moses zu seinem Nachfolger bestimmen wird.

„Ramses (zu Sethos): Die Sklaven brauchen keinen Erlöser mehr. Sie haben Moses.

Nefretiri: Soll das ein Rätsel sein?

Ramses: Er verteilt an sie das Korn der Priester. Und jeder siebte Tag ist ein Ruhetag. Sie nennen ihn Tag des Moses!

Jannes: Dieser Mann macht sich selbst zu einem Gott!

Nefretiri: Als Mann wäre er mir lieber.

Ramses: Und am liebsten als Pharao.“

Moses beweist gegenüber dem Pharao, gerade, als ein riesiger Obelisk aufgestellt wird, dass er genau den verlangten Auftrag erfüllt. Der Pharao gewährt ihm nun, dass in den Pylonen neben seinem eigenen Namen auch der des Moses stehen soll.
Die traditionsbewusste Sklavin Memnet verrät an Nefretiri, die in Moses bereits den Thronfolger sieht und daher ihre Hochzeit mit ihm vorbereitet, das bisher gehütete Geheimnis, dass er ein hebräischer Sklave ist, den Baket aus dem Nil zog. Sie erwähnt auch, dass ein kleines Mädchen sie damals zu Jochebet brachte und Moses so von seiner eigenen Mutter gestillt wurde. Nefretiri tötet sie daraufhin. Als Moses bei der Prinzessin das von Nefretiri fallen gelassene levitische Tuch, mit dem er als Säugling gewickelt war, findet, gesteht Nefretiri die Zusammenhänge. Baket bestreitet zunächst seine unadelige Herkunft. Als sie jedoch seine hebräische Familie freilassen möchte, erkennt Prinz Moses, dass er in Wirklichkeit Hebräer ist. Er beginnt nun ebenfalls, als Sklave zu arbeiten und ihre Knechtschaft aus eigener Erfahrung kennenzulernen.

Der Baumeister Baka nimmt sich das Wassermädchen Lilia als Haussklavin. Ihr Liebhaber Josua befreit sie, wird aber selbst gefangen genommen. Als Baka ihn auspeitscht, kommt Moses hinzu und tötet den Ägypter. 

„Josua: Warum trägst du die Kleider eines Sklaven? Warum tötet ein ägyptischer Prinz einen Baumeister des Pharao und rettet einen Hebräer?

Moses: Ich bin ein Hebräer.

Josua: Oh Gott Abrahams, 400 Jahre haben wir gewartet. […] Der Allmächtige hat unser Rufen vernommen und uns erhört. (zu Moses) Du bist der, den er verheißen hat!

Moses: Ich weiß nicht von eurem Gott.

Josua: Aber er weiß von dir. […] Du wirst uns erlösen. Der Finger Gottes wird dir den Weg weisen.“

Die beiden werden vom opportunistischen Israeliten Dathan beobachtet. Dathan meldet seine Kenntnisse an Prinz Ramses, der Moses in Ketten vor den Pharao bringen lässt. Die hebräische Herkunft würde Sethos verzeihen, doch als Moses erklärt, dass er zwar nicht der Erlöser sei, aber die Sklaven befreien würde, wenn er die Gelegenheit dazu bekäme, ist der Pharao betrübt, erklärt Ramses zu seinem Nachfolger und überlässt ihm auch das Schicksal von Moses. Moses’ Name wird aus allen Dokumenten und von allen Bauwerken getilgt, damit er im Gedächtnis der Menschen für alle Zeiten ausgelöscht werde. Ramses verbannt Moses in die Wüste. Dathan erhält für seine Dienste das Haus des Baka und steigt zum Statthalter auf. Lilia nötigt er, ihn zu heiraten, wofür er Josua den Tod erspart.
Nach der Wanderung durch die Wüste, bei der Moses beinahe vor Hunger und Durst umkommt, wird er vom Stamme des Beduinenscheichs Jethro, eines Nachkommen von Ismael, aufgenommen und heiratet dessen älteste Tochter Sephora. In Ägypten stirbt unterdessen Pharao Sethos.

„Sethos: Wenn die Sonne aufgeht, bist du Pharao, Prinz Ramses. Dann wirst du wohl endlich zufrieden sein.

Ramses: Ich bin glücklich, dein Sohn zu sein. Du hast die Ordnung in Ägypten wiederhergestellt. Ich werde dafür sorgen, dass dieses Land von allen gefürchtet wird.

Sethos: Zweifellos, zweifellos wirst du über alle Dinge Herr werden – nur über deine Vermessenheit nicht.“

Einige Jahre sind vergangen. Moses und Sephora haben einen Sohn. Zu ihnen flieht Josua; er bringt Moses die für die hebräischen Sklaven in Ägypten unter Ramses untragbare Situation nahe. Moses begibt sich auf den Berg Horeb und wird dort von Gottes Stimme im „Brennenden Busch“ beauftragt, nach Ägypten zurückzukehren und sein Volk in die Freiheit zu führen. Sephora und Josua begleiten ihn.
Moses tritt mit seinem Bruder Aaron vor Pharao Ramses und fordert die Freiheit des Volkes Israel. Als Beweis der Macht des Gottes der Israeliten verwandelt er seinen Stab in eine Kobra. Auch der Hohepriester des Pharao vollbringt einen solchen Zauber. Als die Schlange vom Stab des Moses die anderen verschlingt und sich wieder in den Stab verwandelt, will Ramses dieses Zeichen nicht anerkennen und verhöhnt Moses. Des Weiteren verschärft er die Anforderungen an die israelitischen Sklaven. Daraufhin beschwört Moses Plagen über Ägypten. Als der Pharao schließlich bereit ist, das Volk ziehen zu lassen, wird er von der von Moses enttäuschten Nefretiri aufgehetzt. Ramses will nun jeden Erstgeborenen der Hebräer töten lassen, Nefretiri sorgt dafür, dass Sephora mit ihrem Sohn, einem Erstgeborenen, fliehen kann. Als Moses die Pharaonengattin in seiner Behausung vorfindet, bleibt er für ihre Reize unempfänglich. Als sie ihm vom Dekret des Pharao erzählt, erkennt er, dass durch göttliche Wirkung nun alle erstgeborenen Ägypter sterben werden. In der Nacht des Unheils flieht Baket zu Moses – sie wird mit ihm und seinem Volk ziehen.

„Baket: Ein großes Leuchten strahlt von deinem Antlitz aus, Moses. Vielleicht komme ich auch dahin, dass ich es verstehe.“

Mit Lammblut an den Türstöcken schützen sich die Hebräer vor dem Tod. Als Ramses die Gefahr, vor allem seinem Sohn gegenüber, erkennt, lässt er sie ziehen. 

„Ramses: Du wurdest aus dem Nil gezogen, um mir zum Fluch zu werden. Dein Schatten fiel zwischen mich und meinen Vater, zwischen mich und meinen Ruhm, zwischen mich und meine Königin. Wohin dein Schatten nunmehr fällt, bringt er uns den Tod. Zieht fort von uns, du und dein Volk. Ich lasse euch frei.

Moses: Es ist nicht die Macht deines Willens noch das Werk meiner Hände, dass mein Volk frei ist, Pharao. Die Macht Gottes hat uns befreit.“

Unter Führung von Moses und Josua kommt es zum Exodus der Hebräer. Nachdem sein eigener Sohn gestorben ist, zieht Pharao Ramses, aufgestachelt von Nefretiri, dann doch mit einer Armee hinter den Ausziehenden her. Durch göttliche Fügung wird seiner Streitmacht für einige Zeit der Weg durch eine riesige Feuersäule versperrt. Moses teilt das Rote Meer, so dass dem Volk Gottes ein Fluchtweg zur Verfügung steht. Die Armee von Ramses nimmt die Verfolgung auf, wird aber in den zusammenstürzenden Fluten vernichtet. Ramses ist gebrochen und erkennt schließlich die Größe des hebräischen Gottes an.
Am Fuße des Berges Sinai angelangt, schlägt das Volk ein Lager auf, und Moses begibt sich auf den Berg, um Gottes Gebote entgegenzunehmen. Mit flammenden Blitzen schreibt Gott die Zehn Gebote in zwei Steintafeln. Da der Aufenthalt von Moses auf dem Berg über mehrere Wochen andauert, verlieren die Israeliten den Glauben und halten Moses für tot. Sie bauen, nach Einflüsterungen des intriganten Dathan, ein Götzenbild in Form eines „Goldenen Kalbes“ und beginnen, eine Orgie zu feiern. Als Moses dies bei seiner Rückkehr sieht, zerschmettert er im Zorn die mitgebrachten Steintafeln mit den Zehn Geboten auf dem Goldenen Kalb, das explodiert. Die Erde tut sich auf und verschlingt alle, die sich nicht auf seine Seite begeben hatten. Unter den Toten ist auch Dathan. Lilia, die sich schon seit Beginn des Exodus immer mehr an Josua orientiert hat, kommt mit ihm jetzt endgültig zusammen.
Gott lässt die Israeliten nun 40 Jahre durch die Wüste wandern, um zu sehen, ob sie sich an seine Gebote halten. Als sie am Jordan ankommen, darf Moses selbst das „Gelobte Land“ nicht betreten, da der Herr über ihn erzürnt ist, weil er ihm um seines Volkes Willen oft ungehorsam war. Moses beauftragt und ermächtigt Josua, das Volk über den Jordan zu führen. Seinem Neffen Eleasar gibt er die fünf Bücher, die gemeinsam mit den nochmals von Gott geschaffenen Steintafeln mit den zehn Geboten in der Bundeslade aufbewahrt werden sollen. Moses, vom Herrn gerufen, macht sich auf seinen letzten Weg. Er stellt sich auf einen Felsen und sieht seine Angehörigen ein letztes Mal.

## Synchronisation
Die deutsche Synchronfassung entstand bei der Berliner Synchron. C. W. Burg schrieb das Dialogbuch und führte Regie.
| Rolle                    | Schauspieler       | Sprecher               |
| ------------------------ | ------------------ | ---------------------- |
| Moses                    | Charlton Heston    | Ernst Wilhelm Borchert |
| Pharao Seti I.           | Cedric Hardwicke   | Paul Wagner            |
| Ramses I.                | Ian Keith          | Franz Weber            |
| Pharao Ramses II.        | Yul Brynner        | Klaus Miedel           |
| Nefretiri                | Anne Baxter        | Gisela Trowe           |
| Dathan                   | Edward G. Robinson | Alfred Balthoff        |
| Zippora                  | Yvonne De Carlo    | Elisabeth Ried         |
| Lilia                    | Debra Paget        | Margot Leonard         |
| Josua                    | John Derek         | Gerd Vespermann        |
| Aaron                    | John Carradine     | Erich Dunskus          |
| Jochebet, Moses’ Mutter  | Martha Scott       | Elfe Schneider         |
| Baket, Moses’ Ziehmutter | Nina Foch          | Tilly Lauenstein       |
| Memnet, Bakets Dienerin  | Judith Anderson    | Ursula Krieg           |
| Baumeister Baka          | Vincent Price      | Friedrich Joloff       |
| Hohepriester Jannes      | Douglass Dumbrille | Heinz Engelmann        |
| Amminadab                | H. B. Warner       | C. W. Burg             |
| Aufseher                 | Michael Ansara     | Benno Hoffmann         |
| Jethro                   | Eduard Franz       | Robert Klupp           |
| Erzähler (nur Stimme)    | Cecil B. DeMille   | Paul Klinger           |

## Besetzung und Drehstab
Für die Rolle des Moses stellte sich DeMille zunächst William Boyd vor, mit dem er schon in der Stummfilmzeit zusammengearbeitet und der auch einen kurzen Auftritt in seinem jüngsten Film Die größte Schau der Welt hatte. Boyd baute damals gerade eine Karriere als Hopalong Cassidy im TV auf und befand, dass die Rolle des Moses zu sehr vom Image des Westernhelden abweicht. Wilcoxon machte dem Regisseur Heston, der ebenfalls in DeMilles letzten Film mitgewirkt hatte, schmackhaft, weil die Statue von Moses in Rom eine vage Ähnlichkeit mit dem Schauspieler hatte. Für die Rolle des Ramses war u. a. William Holden im Gespräch. Brynner, der damals sein Kopfhaar rasierte, bekam die Rolle, weil er vor allem mit Glatze gut aussah und so den Pharao authentisch darstellen konnte. Für Nefretiri dachte man an Audrey Hepburn; aber anhand von Kostümzeichnungen erkannte DeMille, dass die Schauspielerin darin nicht gut genug zur Geltung kam. Die Rolle ging an Anne Baxter, die zunächst für Zephora vorsprach. Für Dathan war zuerst Jack Palance vorgesehen; sein Agent kam unerlaubterweise an einen Teil des Drehbuchs, und Palance wollte keinen solchen Schurken spielen (DeMille: Just when you've found a fella who can play a great Big Bad Wolf, he wants to play Little Bo Peep). DeMille gab die Rolle an Robinson, dessen Karriere damals ins Stocken geraten war. In seinem Buch All My Yesterdays dokumentierte der Schauspieler, dass DeMille seine Karriere gerettet hat. Für Josua war zunächst Clint Walker vorgesehen. Nachdem Wilcoxon Debra Paget für die Rolle der Lilia engagierte, wollte man für den Steinmetz einen bekannteren Schauspieler gewinnen, so dass diese Rolle an John Derek ging. Nina Foch verdankte ihre Besetzung ebenfalls Wilcoxon, beide spielten zuvor in  Scaramouche (1952).
Für die kleineren Rollen gelang es DeMille, viele ehemalige Weggefährten zu gewinnen, mit denen er teilweise bereits in der Stummfilmzeit gearbeitet hatte. Julia Faye spielte in seinem Film von 1923 Nefretiri und 1956 Elisheba. Die Rolle eines blinden Großvaters wollte er mit H. B. Warner, der in seinem Film von 1927 Jesus spielte, besetzen. Der gesundheitlich sehr angeschlagene Schauspieler konnte aber nur mehr einen sehr kurzen und wenig anstrengenden Auftritt geben, im Rahmen seiner Rolle wird er von Mered getragen und übergibt an Baket einen Setzling. Der Blinde wurde von John Miljan, ebenfalls Veteran mehrerer DeMille-Filme, gespielt. Ian Keith, der in einigen der frühen Tonfilme des Regisseurs in größeren Rollen auftrat, spielte Ramses I. Francis McDonald (Sklave in den Lehmgruben) wirkte seit 1936 in fast allen Filmen DeMilles mit. Olive Deering, die bereits als Daniter-Mädchen in Samson und Delilah (1949) den Rollennamen Miriam hatte, spielte nun die Schwester von Moses.
Jesse L. Lasky jr, mit dessen Vater DeMille praktisch die Paramount gründete, war einer der Drehbuchautoren. Neben der Bibel geht das Drehbuch auf Jüdische Altertümer (zweites bis viertes Buch) von Flavius Josephus und Schriften von Philo Iudaeus (Philon von Alexandria) zurück. Henry S. Noerdlinger war seit den Mittvierzigern als historischer Berater für seine Kostümfilme, insbesondere für Samson und Delilah (1949), tätig.
Für die Musik war Victor Young engagiert, er hatte seit 1940 die Partituren zu jedem Film von DeMille geschrieben, aus gesundheitlichen Gründen gab er diese Arbeit an Elmer Bernstein ab. Dessen Filmmusik war die erste, die auf Doppel-LP herausgegeben wurde. Hinter der Kamera wirkte weiters Anne Bauchens mit, die seit 1915 die Filme DeMilles schnitt. DeMilles langjähriger Freund Henry Wilcoxon (er spielte für DeMille u. a. Mark Anton in Cleopatra (1934) und hatte bei dieser Gelegenheit das Lenken eines Streitwages gelernt) fungierte vor der Kamera als Kommandant und darüber hinaus als Produzent. Terrence Moore, der 1923 den Sohn von Ramses II spielte, wirkte im Film von 1956 im Tonstudio mit.
Einige Schauspieler in Kleinrollen konnten in den Jahren nach dem Film noch Karriere machen. Woody Strode trat neben dem König von Äthiopien auch als Diener bei Baket auf. Clint Walker spielte wohl nur eine Rolle (Palastdiener mit Schwert und auffällig gehörntem Helm), jedoch während der Regierungszeit aller drei Pharaonen. Noch vor der Fertigstellung des Films bekam er die Hauptrolle in der Fernsehserie Cheyenne. Gordon Mitchell (einer der beiden Soldaten, die Moses in Ketten vor Sethi führen) wurde ab 1961 mit Sandalenfilmen zum Star. Kathy Garver (Hebräerkind, das am Morgen des Exodus nach seiner Puppe fragt) wurde ab 1966 mit der Serie Family Affair (Lieber Onkel Bill) bekannt.
Die deutsche Synchronfassung entstand zur Kinopremiere bei der Berliner Synchron unter Leitung von C. W. Burg.

## Drehen des Films
Etwa mit der Fertigstellung seines vorherigen Films, Die größte Schau der Welt von 1952, begann DeMille mit den Planungen der Neuverfilmung des biblischen Teils seines Stummfilms Die Zehn Gebote von 1923. Diesmal sollte der Film das gesamte Leben von Moses umfassen. Bei Paramount erhielt er unerwartet Unterstützung von Adolph Zukor, so dass die Finanzierung für das aufwändige Projekt gesichert war.
Nach der Ankündigung der Verfilmung des Bibelepos wollte Darryl F. Zanuck mit einem Film über den ägyptischen Arzt Sinuhe ebenfalls einen zur Zeit der Pharaonen spielenden Streifen produzieren. The Egyptian (Sinuhe der Ägypter) wurde von DeMille und Wilcoxon als Konkurrenzprodukt befürchtet, zumal die teilweise ähnlichen Handlungsfäden dasselbe Publikum ansprechen würden und der Streifen der Centfox vor der Fertigstellung von DeMilles Film in die Kinos käme. Als Marlon Brando die Hauptrolle in jenem Film nicht übernahm, sicherte Zanuck DeMille zu, diesen Film nicht zu produzieren. Tatsächlich wurde der Film dann doch gedreht und kein Kassenerfolg. Zanuck verkaufte einige Kostüme und Requisiten an DeMille. Das Schwert, welches Clint Walker in seiner Rolle trägt, die rot-weiße Doppelkrone der Pharaonen und der dunkelrote Marmorboden im Palast von Ramses II. sind aus dem vorhergehenden Film. John Carradine und Mimi Gibson (Pharaonenkind in The Egyptian, Enkel des Blinden in DeMilles Streifen) wirkten in beiden Filmen mit.
Ein Großteil der Außenaufnahmen für DeMilles Film wurde an Originalschauplätzen in Ägypten gemacht. Umfangreiche Unterstützung bei den Dreharbeiten waren direkt auf Gamal Abdel Nasser zurückzuführen. K. Orrsion gibt in ihrem Buch Henry Wilcoxon hinsichtlich der Begegnung der Produzenten mit der Nasser-Administration wieder. "Hen-ry Wil-cox-on!" he exclaimed, "I would know you anywhere! So exciting of you to visit my country!" He hastened over to shake my hand.God help me! DeMille was being ignored. PM Nasser only had eyes for me. […] "Are you appearing in this Moses film, Mr. Wilcoxon?" DeMille was getting angry. I was fast losing a good friend as well as a good job. "No, I'm not. I'm only assisting Mr. DeMille here, in producing his masterpiece on the life of …" Amer was laughing. So was Nasser […] "You tell them what you are laughing about!" Nasser ordered Amer. DeMilles Enkeltochter Cecilia DeMille Presley zitiert Abd al-Hakim Amer: Mr DeMille, we saw The Crusades (Kreuzritter – Richard Löwenherz), we grew up on it and we saw how you treated us. You can do anything in this country you want. (der Abschnitt des Interviews ist u. a. in der Dokumentation von 2004, Cecil B DeMille Amperican Epic, zu hören).
Aufnahmen wurden im Tal der Könige, am Sinai und am Nil gemacht. Diese Aufnahmen aus Ägypten sind teilweise auch in Rückprojektionen zu sehen, ebenso mit im Paramount-Studio gedrehtem Material oder Trickaufnahmen geschnitten. Für die Schauspieler traten in Ägypten teilweise Körperdoubles auf (z. B. Wassermädchen Lilia, wenn sie im Tal der Könige durch die Baustelle läuft). Mit Heston und Brynner wurde auch Material in Ägypten gedreht. Die ersten dort gedrehten Einstellungen waren jene, in denen Moses, nachdem ihn Prinz Ramses verbannt hat, in die Wüste geht. Bei den Aufnahmen des Exodus erlitt DeMille einen Herzinfarkt. Eine der wenigen in den USA gemachten Außenaufnahmen ist die Sequenz, in der Moses den Hebräern das Korn aus den Tempelspeichern rauben lässt. Sie entstand am Gelände des Paramount-Studios, im Hintergrund sind einige Palmen zu erkennen.
Das ursprüngliche Drehbuch ging auch auf die Ehe von Moses mit der äthiopischen Prinzessin Tharbis ein. DeMille fand diese Handlung für die damalige Zeit unpassend und ließ diese Szenen nicht drehen. Jedoch ist im Film eine Beziehung vage angedeutet und eine eifersüchtige Nefretiri zu sehen. Eine Sequenz, die gedreht, aber verworfen wurde, ist jene, in der die biblische Froschplage gezeigt wird. Die Einstellungen sahen eher komisch als furchterregend aus. Für den Abschluss der Dreharbeiten hob man sich die Szene zwischen Brynner und Heston auf, in welcher der Pharao die Hebräer frei lässt.

## Das Drehbuch und die geschnittenen Szenen
Das Drehbuch von 1954/1955 (finale shooting script) gibt einige weitere Szenen wieder, welche höchstwahrscheinlich auch gedreht, aber dann entweder nicht verwendet oder aus einer zunächst längeren Fassung geschnitten wurden. Laut imdb.com kürzte DeMille nach einer Voraufführung nur sechs Minuten. Konkret erwähnt Katherine Orrison im Kommentar auf der DVD des Streifens, dass die erste Szene mit Nefretiri und Moses geschnitten wurde und dass man Einstellungen mit Nefretiri während der Froschplage nicht verwenden wollte, da diese Szenen eher komisch als furchterregend wirken. Das Drehbuch von 1954/1955 ist in die Abschnitte A bis G gegliedert, deren Seiten rechts oben jeweils nummeriert sind. Bei Geschehnissen und Dialogen, die auf die Heilige Schrift zurückzuführen sind, ist am Rand die entsprechende Bibelstelle vermerkt.
- In der ersten Sequenz mit Sethos und Ramses ist die letzte Einstellung mit den beiden etwas länger. Geschnitten: Sethos fordert den Arm von Ramses und legt seine Hand darauf (A-19 im Drehbuch)
- Die Szene mit Nefretiri und Memnet, während Moses im Triumph heimkehrt, ist länger. Der im Film gezeigten Szene geht folgender Dialog voran (A-20, A-21):

„Nefretiri: Oh make me beautiful Memnet! Give me the eyes of Isis to blind him to all other woman …

(Memnet shakes her head with grumpy disapproval)

Memnet : You're the same moonstruck girl he left two years ago. Only less girl and more moonstruck […] (darkly) The game you play is not for children. You're trying to set the Pharaoh against Rameses

Nefretiri: You croaking old frog - Why do you want to set Rameses over Moses?

Memnet (stolidly): The Gods forbid I ever need to tell you.“

- Der ersten Szene mit Nefretiri und Moses geht voran: Ihre Eifersucht kommt deutlicher zum Ausdruck, sie luchst Moses den von Tharbis erhaltenen Edelstein ab (A-29 bis A-31, in der im Film vorhandenen Szene mit Moses ist er an ihrem Kleid zu sehen. Weiters spielt sie damit, während Moses Bithiah begrüßt).
- Die Szene mit Bhitiah und Moses ist länger, sie zeigt ihre Besorgnis wegen seiner Tätigkeit in Goschen ausführlicher. Nach dem Abgang von Moses meint Memnet Bhitiah gegenüber, dass die Wahrheit nun aufkommen könnte (A-33, A-34).
- Die Szene mit Josua und Moses, nach dem Mord an Baka, ist ebenfalls länger. Moses stellt klar, dass er sich nicht gegen Sethos stellen wird, Josua bringt auf den Punkt, dass der Mord für die Hebräer schlimme Folgen haben könnte, Moses kündigt an, den Ägypter zu vergraben Ex 2,12 EU (C-23, C-24).
- Geschnitten: Zu Beginn von Sethos Jubiläumsfeier unterhalten sich zwei Frauen (C-29).

„First Lady: Imagine poor Nefretiri - not knowing in which bed she will sleep tonight.

Second Lady: I could be happy in either!“

- Die Dialoge in der Gefängniszelle zwischen Moses, Ramses und Nefretiri sind länger. Im Film nicht enthalten ist, dass Moses die Königin bittet, sich um Bhitiah zu kümmern; Ramses erwähnt, dass Bhitiahs Exilort die Tempelanlage in Karnak ist (C-38).
- Geschnitten: Nach dem Tanz der sechs Töchter Jethros handelt Moses mit dem Kaufmann Zebul, der ihn noch aus der Zeit als Prinz in Ägypten kennt. Der Händler bietet Kupferware aus Geber an. Später, in der bekannten Fassung des Films, erwähnt Josua, dass er als Sklave in den Kupferminen in Geber von einem Händler den Aufenthaltsort von Moses erfahren hat (D-18, D-19).
- Geschnitten: Nach dem Tod von Sethos haben Jannes und Ramses noch einige Sätze; weiters spricht Ramses Nefretiri an (D-24).

„Ramses: Rameses (for the first time addresses Nefretiri) Do not grieve for Pharaoh… for Pharaoh lives. (a faint smile to Nefretiri) And you are his queen.“

- Im Film enthalten, aber sehr leise gesprochen sind die Worte des Fächerträgers, gerade als Moses das erste Mal zu Pharao Ramses vorgelassen wird („These must be ambassadors from Midian, Divine one“). Brynners Antwort („Oh - Bedouins“) ist besser zu verstehen (E-2). In der deutschen Synchronfassung ist an dieser Stelle nur Brynners Synchronsprecher zu hören; inhaltlich bedankt er sich dabei beim Botschafter von Jericho.
- Geschnitten: Als die Hebräer sich anschicken, Moses zu steinigen, kommen Miriam und er kurz zu Wort (E-8):

„Miriam: No - no! Have faith in Moses!

Moses: Do what you will to me - but keep your faith in God!“

- Geschnitten: FROSCHPLAGE. Der Erzähler kündigt nach den sieben Tagen der ersten Plage die Froschplage an. In einer Einstellung in Nefretiris Schlafzimmer reagieren sie und ihr Dienerin ängstlich auf die Frösche (E-19), eine Fotografie dieser Einstellung existiert noch.
- Geschnitten: Eine Szene mit Dathan und Lilia am Morgen des Exodus; er will, dass sie ihren Schmuck zusammenpackt (F-7, S 230).

„Dathan: Get your jewels, you ungrateful mud-hen!

Lilia: I'll wear your slave-chains Dathan - even on this day of freedom.“

- Geschnitten: Während des Exodus-Morgens diskutieren einige ägyptische Soldaten darüber, dass die hebräischen Erstgeborenen mit Hilfe des Lammbluts überlebt haben (F-9, S 232).
- Geändert: In dieser Drehbuchfassung gibt Moses noch keinen Grund dafür an, dass er den Jordan nicht überqueren darf (im Film sehr wohl), den Ausführungen entsprechend ist eine Bibelstelle aus Moses 5, Dtn 3,27 EU, vermerkt (G-20). Die Ausführungen im Drehbuch und im gedrehten Film lauten:

„Moses: (indicating people below) The Lord was angry with me for your sake and sait unto me: Behold it with thine eyes, for thou shalt not cross over this Jordan.“

„Moses: The Lord was angry with me because I disobeyed him  by the waters of Strife. And he said unto me, "Behold the new land with thine eyes, for thou shalt not cross over this River Jordan."“

## Film im Vergleich mit dem jüdischen Quellmaterial und der Heiligen Schrift
DeMille folgte der verbreiteten Annahme, der zufolge Ramses II. (13. vorchristliches Jahrhundert, 19. Dynastie) der Pharao des Exodus war. Den Mordbefehl des Pharao führte er sodann auf Ramses I. zurück, was nach einer Einführung von DeMille (Robert Klupp) über die versklavten Israeliten in der ersten Szene des Films gezeigt wird. Mordbefehl, Aussetzung des Moses und Auffindung durch die Tochter des Pharaos entsprechen in etwa Ex 1-2 . Memnets späteren Ausführungen ist auch zu entnehmen, dass Moses, entsprechend dem Bibeltext, von der eigenen Mutter Jochebed gestillt wurde.
Bei den in der Originalfassung verwendeten Namen der biblischen Charaktere orientierte sich DeMille weitgehend an der King-James-Bibel. Bei der Mutter von Moses, Yochabel, richtete er sich nach Josephus (Jüdische Altertümer, Jochabel in der engl., Joachebed in der dt. Übersetzung des Werks).
Die Tochter des Pharao, Bithiah (Bithja in der Lutherbibel von 1545, Baket in der deutschen Synchronfassung), wird namentlich in 1 Chr 4,18  genannt, eben dort auch die Beziehung zu Mered, die im Exodus-Teil des Films angedeutet wird.
Der im Film erwähnte Äthiopien-Feldzug und die Beziehung von Moses zu Tharbis sind in Jüdische Altertümer (Josephus, zweites Buch, 10. Kapitel) nachzulesen. In der Bibel wird eine Ehefrau von Moses in Num 12,1  genannt (Ethiopian woman in der King James Version, Cushite woman in neueren englischen Bibelübersetzungen wie der English Standard Version, Mohrin in historischen deutschen Bibelübersetzungen wie der Lutherbibel von 1545, Kuschiterin in heute gebräuchlichen deutschen Bibelübersetzungen wie der Lutherbibel von 2017 oder der Einheitsübersetzung von 2016). Noerdlinger führte dazu aus: From the biblical point of view Cush and Ethiopia are identical. (Moses and Egypt). In der deutschen Synchronfassung wird Ethiopia mit Nubien (Kusch), nubians mit Nubier synchronisiert. Es ist unklar, ob mit der Erwähnung in Moses 4 eine Zweitfrau Mose, wie von Josephus angenommen, oder Zippora gemeint ist.
Das 11. Kapitel von Josephus gibt Auskunft darüber, dass die Ägypter nun, nach dem erfolgreichen Krieg, Ränke gegen Moses schmieden. Im Film agieren neben Ramses auch Jannes, Baka und Memnet gegen Moses. Nach Josephus floh Moses, um sich den Mordabsichten der Ägypter zu entziehen. Nach Ex 2,14  floh er, weil er von einem Hebräer bei einem Mord beobachtet wurde. Im Film wird der Grund für den Mord erklärt und Moses von Ramses in die Wüste geschickt. Die an Moses gerichteten Worte des einen Hebräers aus der Bibel („Wer hat dich zum Aufseher und Schiedsrichter über uns bestellt?“) sind im Film, geringfügig abgeändert, von Datan an Ramses („One who made himself a prince and judge over us.“) zu hören.
Josua wird in der Bibel erst nach dem Auszug aus Ägypten, erstmals im Kampf gegen die Amalekiter, erwähnt. Im Film wird diese Auseinandersetzung nicht gezeigt und Josua, der die Nachfolge von Moses antreten wird, ist bereits beim Bau der Pharaonenstadt zu sehen. Nach Jochebed, die bereits ahnt, dass Gott mit Moses etwas vorhat, ist Josua der erste, der in Moses den Auserwählten sieht. Später flieht er zu ihm nach Midian, um ihn als Befreier für das gemeinsame Volk zu gewinnen. Im Film wie in der Bibel geht Moses nach dem Exodus mit Josua zum Gottesberg (Ex 24,13 ) und ernennt ihn später zu seinem Nachfolger (Num 27,18-23 ).
Ähnlich sind Datan und sein Bruder Abiram (Sohn Elihabs), welche biblisch erst nach dem Exodus auftreten, bereits im ersten Teil des Films zu sehen.
Mered und Kaleb sind im Film erstmals beim Raub des Tempelkorns und ab da häufig zu sehen, die beiden Männer haben aber nur wenige Dialogzeilen. Hur Ben Kaleb ist aus Sicht von Noerdlinger und der Drehbuchautoren auf die biblische Gestalt Hur zurückzuführen. Im Film wird er Kaleb gerufen und ist im Exodus-Teil offensichtlich der Ehemann von Mirjam. Für Noerdlinger waren die entscheidenden Quellmaterialien (1 Chr 2,19 ) (Hur ist der Sohn Calebs) und Josephus (Jüdische Altertümer, 3. Buch, 2. Kapitel; Hur ist der Ehemann von Mirjam). Sh. Hur (Bibel).
Unmittelbar vor dem Raub des Tempelkorns ist auch Elisheba erstmals zu sehen.
Im Film spielen Sethos und Nefretiri das altägyptische Brettspiel Hunde und Schakale, dessen Regeln nicht überliefert sind. Im Film würfeln sie mit Sechskantprismen. Es verbleibt wohl Interpretation, deren Spielregeln zu erkennen.
Das Eintreffen von Moses in Midian, die Verehelichung mit Sephora, der gemeinsame Sohn Gerschom entsprechen Ex 2,16-22 . Der in der Originalfassung verwendete Name von Jethros Tochter ist aus der Douay-Bibel (Douay–Rheims).
Das im Film gezeigte Sterben des Pharao ist wohl auf Ex 2,23  zurückzuführen.
Im Film ist das Motiv für Moses, den verbotenen Berg aufzusuchen, die sich für ihn schon mehrfach gestellte Frage, warum der hebräische Gott sich nicht für sein Volk verwende. In der Bibel gedenkt Gott seines Bundes und beruft Moses (Ex 2,24  sowie Ex 3,2-10 ). DeMille ließ im Film vereinzelt Texte und Dialoge präzise aus der King-James-Bibel nehmen (Put off thy shoes from off thy feet, for the place whereon thou standest is holy ground.).
Das erste Wunder und die Zauberei mit den Schlangen am Pharaonenhof sind in der Bibel und von Josephus beschrieben. Letzterer führt detailliert aus – Derselbe gehorchte dem Befehl, griff die Stäbe der Aegypter, die dem Auge in Gestalt von Schlangen erschienen, … (Jüdische Altertümer, zweites Buch, 13. Kapitel)
Von den Plagen werden im Film das vergiftete Wasser (Ex 7,20 ), Hagel (Ex 9,22-26 ) und Tod der Erstgeborenen (Ex 11,5 , Ex 12,29-30 ) gezeigt, andere Plagen werden erwähnt. Die zunächst vom Pharao beabsichtigte Maßnahme (Tod der Erstgeborenen) ist als solche im Koran (Sure 7, 127) formuliert.
Zur Sturheit des Pharao schrieb Noerdlinger How can a man, a creature of God, make choice between good and evil of his own free will, if God hardens his heart? Our solution is given, when Nefretiri says to Moses, "Who else can soften Pharaoh's heart-or harden it"? To which Moses replies that it may well be she through whom "God will work this wonder".Während Ramses, eben bedingt durch Nefretiri, halsstarrig gezeigt wird, wirkt er an anderer Stelle recht besonnen, wenn er eine natürliche Ursache für die Plagen zu finden sucht.

„Jannes: Es wendet sich von den Göttern ab.

Ramses: (zu Jannes) Von was für Göttern? (zu Moses) Ihr Propheten (zu Jannes) und Priester macht ja die Götter, um Nutzen zu ziehen aus der Furcht der Menschen. Als der Nil sich rot färbte, hatte auch ich Furcht, bis ich erfuhr, dass ein Berg jenseits der Katarakte blutroten Lehm auswarf (zeigt Moses eine Schriftrolle), der das Wasser vergiftete. Glaubst du, dass der Stab, den ich dir gab, das vermochte? (schlägt mit der Rolle gegen den Stab des Moses) Oder dass ein Wunder seines Gottes die Fische sterben und die Frösche aus dem Wasser kommen ließ? War es ein Wunder, dass Fliegen und Mücken sich blutgierig auf das Aas stürzten und Krankheit brachten über Mensch und Vieh?“

Der Tanz um das Goldene Kalb kommt in der Bibel wie im Film vor – im Film auf Betreiben von Datan und Korach. In der Bibel sind dieser Sündenfall um das Götzenbild und der von den beiden Brüdern Datan und Abiram sowie Korach, einem Vetter von Moses, geleitete Aufstand isolierte Ereignisse, die in Moses 2 (Ex 32 ) und Moses 4 ((Num 16 )) niedergeschrieben sind. Sephora ist im Film in dieser Sequenz am Berg Sinai und in der Schlussszene zu sehen.
Moses darf das Gelobte Land wohl schauen, aber nicht betreten. In der Originalfassung des Films führt er detailliert aus The Lord was angry with me, because I disobeyed him at the waters of strife. … – (Ps 106,32 ). Die Synchronfassung hält sich inhaltlich an das Drehbuch in der Fassung vom Dezember 1954 und nennt diese Ursache nicht (The Lord was angry with me for your sake. – „Der Herr ist erzürnt über mich, weil ich um des Volkes Willen oft ungehorsam war gegen ihn.“).
Die letzten Worte von Moses, „Proclaim Liberty throughout all the land unto all the inhabitants thereof“, aus Lev 25,10  sind auch in der Inschrift der Liberty Bell in Philadelphia zu lesen.

## Film im Vergleich mit dem historischen Quellmaterial
Die Ära der drei Pharaonen Ramses I., Sethos I. und Ramses II. bildet den historischen Hintergrund zu DeMilles Film. Ramses I. regierte nicht ganz eineinhalb Jahre, sein Sohn Sethos war bereits Mitregent. Pharao war Sethos von 1290 bis 1279 v. Chr., eine Mitregentschaft von Ramses während dieser Zeit ist umstritten. Alleinherrscher war Ramses II. von 1279 bis 1213 v. Chr., Nefertari war eine seiner Hauptfrauen (Große königliche Gemahlin), der gemeinsame Sohn Amunherchepeschef war sein Erstgeborener und verstarb im Erwachsenenalter noch während der Lebzeit des Vaters. Die drei Pharaonen sowie Nefertari sind im Film dementsprechend porträtiert. Der Erstgeborene verstirbt im Film bereits im Kindesalter, seine Rollenbezeichnung im Drehbuch lautet Young prince. Wichtige Funde über den Erstgeborenen von Ramses II. wurden erst 1995 in Grab KV5 im Tal der Könige gemacht.
- James H. Breasted (A history of Egypt, from the earliest times to the Persian conquest; 1905) führte aus, dass Sethos wahrscheinlich noch einen älteren Sohn hatte. Der fügte nach Breasted in einem schon fertigen Relief in Karnak eine Darstellung von sich im Nachhinein hinzu, in weiterer Folge riss Ramses nach Sethos Tod den Thron an sich und ließ den Namen seines älteren Bruders aus dem Relief entfernen. Diese Interpretationen gelten mittlerweile als widerlegt (Traces of the Early Career of Ramesses II, Anthony Spalinger, 1979 - RAMSES AND REBELLION: SHOWDOWN OF FALSE AND TRUE HORUS, Peter Feinman, 1998), bildeten aber zur Drehzeit des Films eine von Noerdlinger avisierte Grundlage für die Handlung des Streifens. Im Film agieren Moses und Ramses wie rivalisierende Brüder. Sethos geht von der Entscheidungsfreiheit aus, einen der beiden zum Thronfolger zu ernennen. Moses, den vermeintlichen Neffen, behandelt er wie einen Sohn. Erst als dieser Partei für die Befreiung der Hebräer ergreift, ordnet er an, dass der Name Moses auf sämtlichen Rollen und Tafeln, auf allen Pylonen und Obelisken, auf jedem Bauwerk in Ägypten getilgt werden soll.

- Die Regierungszeit von Ramses I. als Pharao und Sethos umfasste nur etwa 12 Jahre. Im Film ist Moses zur Zeit Ramses I. ein Säugling, Sethos regiert im Film noch 30 Jahre danach, der Streifen impliziert, dass wahrscheinlich noch einige weitere Jahre bis zu Sethos Tod vergehen.

- Von Sethos ist überliefert, dass er die Arbeiter im Steinbruch in Dschabal as-Silsila gut versorgen ließ (nach Breasted). Im Film ist es Moses, der den Arbeitern in Goshen das Tempelkorn zukommen lässt, Sethos scheint das nicht weiter zu stören. Wegen der weiteren vielen menschlichen Seiten, mit denen Sethos im Film porträtiert wird, war es nach Noerdlinger für das Drehbuch auch nötig, den Mordbefehl über die hebräischen Kinder auf Ramses I. zurückzuführen.

- Im Film erwähnt Moses Pylone, die an Sethos Schlacht von Kadesch gegen die Amoriter erinnern. Der Geschichtsschreibung nach hat Sethos Kadesch mit seinem Sohn Ramses 1306 v. Chr. erobert (später kam es nach Rückeroberungen durch die Hethiter 1274 v. Chr. unter Ramses II. zur Schlacht bei Kadesch).

- Noerdlinger hat eine Quelle gefunden, der zufolge Nefertari eine Erbprinzessin war (Two Theban queens; Colin Campbell, 1909). Ihre Abstammung, ob sie etwa die Schwester, Halbschwester oder Base von Ramses war, ist nach wie vor nicht bekannt. Derselben Quelle nach war sie mit Ramses bei seiner Thronbesteigung bereits verheiratet. In DeMilles Streifen ist sie zunächst die zukünftige Pharaonengattin. Dass sie vor der Thronbesteigung Ramses heiratet, wird im Film angedeutet. Als Königin hat sie dann einen Thron, der genauso imposant ausgestattet ist wie der von Ramses II. Hingegen ist der Thron von Sethos höher im Vergleich zu ihrer Sitzgelegenheit oder jener der Schwester des Pharaos im ersten Teil des Films.

- Vom historischen Ramses II. ist bekannt, dass er Nefertari sehr verehrte. In vielen Abbildungen ist sie genauso groß wie er dargestellt. Als Zeugnis dieser Verehrung und auch ihres Einflusses ihm gegenüber gilt insbesondere der kleinere der beiden Tempel von Abu Simbel. Ihre Fähigkeit, auf den Pharao einzuwirken, wird auch im Film thematisiert.

- Die Ratschläge, welche Sethos nach der Ankündigung der Thronfolge seinem Sohn Ramses gibt, beginnend mit „Harden yourself against subordinates“, gab der älteren Forschung nach Amenemhet I. seinem Sohn Sesostris I. (12. Dynastie), wie ein Dokument aus jener Zeit zeigt. Jüngeren Datums ist eine ähnliche Formulierung im Buch Micha (Mi 7,5-6 EU). Die Drehbuchautoren übernahmen einige Sätze aus der Übersetzung des Dokuments von Breasted.

- In DeMilles Streifen findet der Exodus (Auszug aus Ägypten) naheliegenderweise statt und Ramses II. ist der Exoduspharao.

## Hintergrund
Der Film wurde die letzte Regiearbeit von Cecil B. DeMille und gleichzeitig der größte kommerzielle Erfolg seiner Karriere.
Szenen zeigen unter anderem den Auszug der Israeliten aus Ägypten und die Durchquerung des Roten Meeres, für dessen Umsetzung ein spezieller Tank mit knapp 1.300.000 Litern Wasser Inhalt gebaut werden musste. Weitere Höhepunkte des Films sind auch Gottes Gesetzgebung der Zehn Gebote und der Tanz der Israeliten um das Goldene Kalb.

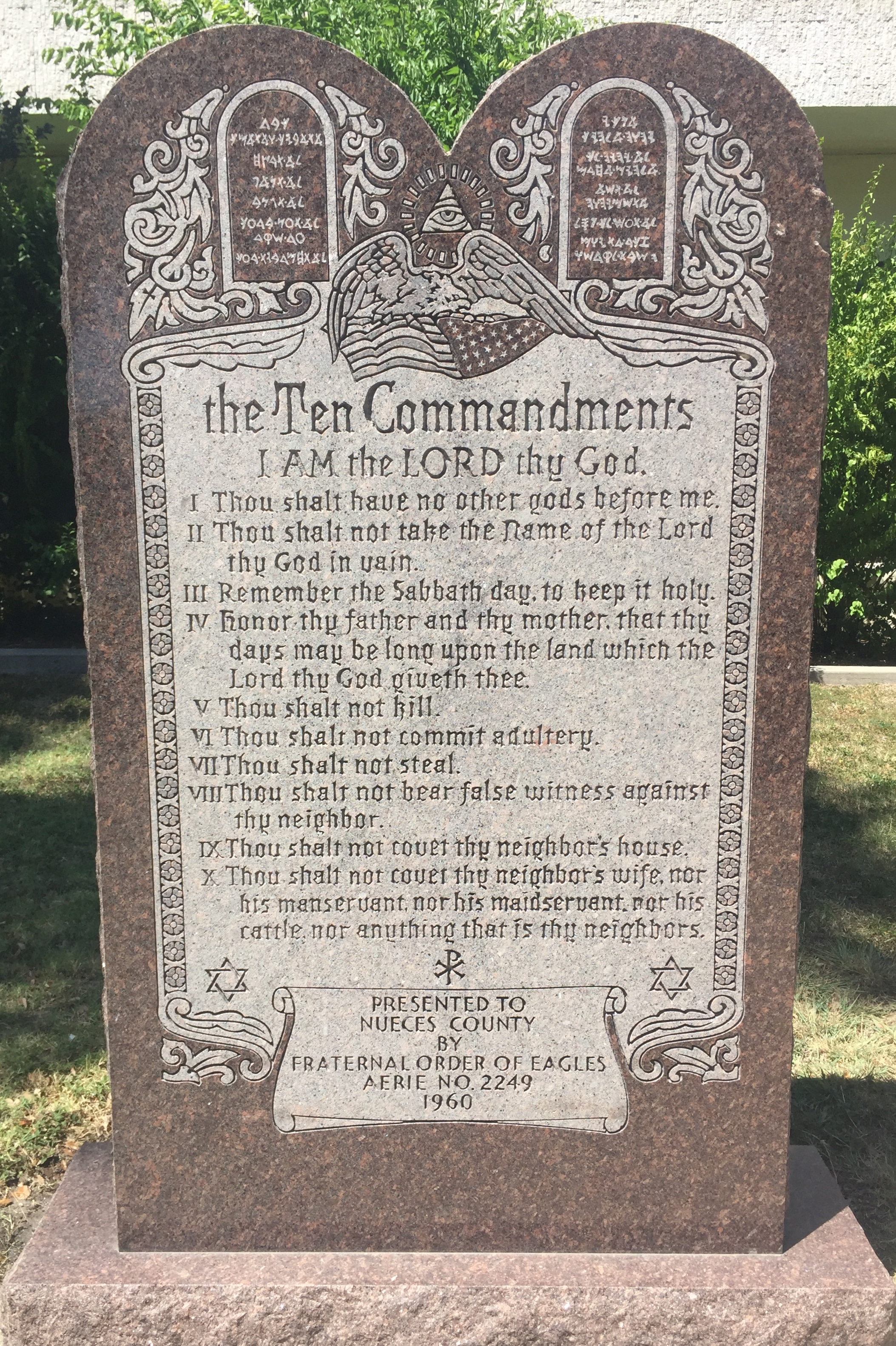
Zehn-Gebote-Tafel in Corpus Christi

Charlton Heston wurde durch die Hauptrolle des Moses zwar bekannter, aber in die Reihe der führenden Hollywood-Stars brachte ihn dieser Film noch nicht, weshalb er drei Jahre später nur zögerlich die Rolle des Ben Hur annahm. Doch gerade der Monumentalfilm Ben Hur (1959) wurde dann seine bekannteste und erfolgreichste Darstellung.
Zu den im Vorspann unerwähnten Nebendarstellern gehörten auch der Musiker Herb Alpert als hebräischer Trommler, Carl Switzer (der in der Serie Die kleinen Strolche die Rolle des Alfalfa gespielt hatte) und Robert Vaughn, der Star aus Solo für O.N.C.E.L., in seinem Filmdebüt. Im englischen Original fungierte Cecil B. DeMille als Erzähler der Handlung. Wer genau die Stimme von Gott sprach, ist bis heute Gegenstand von Spekulationen, die von Cecil B. DeMille bis Charlton Heston reichen.
Als nachhaltigste Hinterlassenschaft des Filmes gilt die Errichtung zahlreicher Monumente aus Granit als Teil der Marketingkampagne. Sie erfolgte in Zusammenhang mit dem Fraternal Order of Eagles, einer Bruderschaft, die sich bereits zuvor mit der landesweiten Verteilung der Zehn Gebote in Papierform einen Namen gemacht hatten. So entstanden fast 4000 Denkmale an verschiedenen Orten der USA, bei der Einweihung waren auch Darsteller aus dem Film anwesend.

## Rezeption
Der US-amerikanische Aggregator Rotten Tomatoes erfasst 84 % wohlwollende Kritiken.

„Cecil B. DeMille drehte dieses Oscar-gekrönte Remake seines eigenen Monumentalstreifens von 1923. Er schuf eines der besten und aufwendigsten Werke des Genres, das immer noch durch seinen Effektreichtum beeindruckt. Nach wie vor zählt die Teilung des Roten Meeres zu einem der Höhepunkte der Filmgeschichte.“

„Angeblich auf Wunsch seiner Fans inszenierte DeMille ein Remake seines Stummfilms von 1923, wobei er seiner Vorliebe für kolossale Bauten, Massenszenen und Pathos freien Lauf ließ. Eine werkgetreue Adaption des Alten Testaments findet nicht statt, war aber auch nicht beabsichtigt. Ein Klassiker des Hollywood-Monumentalfilms, der einige Szenen enthält, die auch im Rückblick noch durch ihre Effekte beeindrucken.“

„Das Glanzlicht des farbdramaturgisch genialen Bibelepos ist die Oscar-prämierte Teilung des Roten Meeres.“

Der Film erhielt bei der Oscar-Verleihung für das Jahr 1956 im Frühjahr 1957 sieben Oscar-Nominierungen, die sich jedoch überwiegend auf den technischen Bereich bezogen, und lediglich eine davon gewann er schließlich. Dagegen wurde keiner der Darsteller mit einer Nominierung gewürdigt.
National Board of Review, 1956
- NBR Award in der Kategorie "Bester Hauptdarsteller" für Yul Brynner

Academy Awards 1956
- Oscar in der Kategorie Beste Spezialeffekte für John P. Fulton
- Nominierung in der Kategorie Bester Film für Cecil B. DeMille
- Nominierung in der Kategorie Beste Kamera für Loyal Griggs
- Nominierung in der Kategorie Bester Schnitt für Anne Bauchens
- Nominierung in der Kategorie Bester Ton für Loren L. Ryder (Paramount SSD)
- Nominierung in der Kategorie Beste Ausstattung für Hal Pereira, Walter H. Tyler, Albert Nozaki, Sam Comer, Ray Moyer
- Nominierung in der Kategorie Bestes Kostümdesign für Edith Head, Ralph Jester, John Jensen, Dorothy Jeakins, Arnold Friberg

Golden Globes 1957
- Nominierung in der Kategorie Bester Hauptdarsteller (Drama) für Charlton Heston

Fotogramas de Plata 1960
- Fotogramas de Plata in der Kategorie Bester ausländischer Hauptdarsteller für Charlton Heston

National Film Preservation Board 1999
- Aufnahme in das nationale Filmregister (National Film Registry, USA)

## Fernsehausstrahlungen und Veröffentlichungen auf Medien
Der Film ist seit 2003 auf DVD mit deutscher Synchronfassung erhältlich. Die Jubiläumsausgabe von 2006 enthält auch den Stummfilm von 1923, beide Filme sind durchgehend von Katherine Orrison (Autorin von "Written in Stone: Making Cecil B. DeMille's Epic The Ten Commandments") kommentiert – ihr Wissen beruht auf Interviews, welche sie mit Henry Wilcoxon gemacht hat. 2010 wurde der in VistaVison gedrehte Film neuerlich restauriert und eine 6K-Abtastung angefertigt, diese Fassung ist die Grundlage für Veröffentlichungen auf Blu-ray Disc.
Die Veröffentlichungen auf DVD und Blu-ray sind ungekürzt und enthalten auch die zusätzlichen Musikstücke (Overture, Entr'acte und Exit Music. Intermission ist sehr kurz und mit dem Film unmittelbar verbunden). Bei Fernsehausstrahlungen fehlen die Musikstücke meist, bei Ausstrahlungen von Privatsendern werden gelegentlich auch die einführenden Erläuterungen von DeMille und ein Großteil des Vorspanns weggelassen.

## Weitere Verfilmungen über das Leben von Moses
In der Fernsehverfilmung Moses aus dem Jahr 1975, die auch als Zusammenschnitt im Kino gezeigt wurde, spielte Burt Lancaster die Hauptrolle. In Die Bibel – Moses (1996), einer weiteren Verfilmung für das Fernsehen, ist Ben Kingsley als der Prophet zu sehen. Der Zeichentrickfilm Der Prinz von Ägypten (1998) zeigt das Leben des Hebräers vom Säuglingsalter bis zur Übergabe der Gebotstafeln an sein Volk. In Die Zehn Gebote (2006) verkörperte Dougray Scott Moses. In Ridley Scotts Exodus: Götter und Könige (2014) spielte Christian Bale die Rolle des Moses.